# Eine Frau für Zwei
Eine Frau für Zwei (fr.: Gazon maudit) ist ein französischer Film. Bei der 1995 gedrehten Filmkomödie führte Josiane Balasko Regie.

## Handlung
Laurent und Loli leben als Ehepaar im Süden Frankreichs mit ihren Kindern. Laurent ist als Grundstücksmakler tätig und Loli ist Hausfrau. Heimlich hat Laurent außereheliche sexuelle Affären.
Eines Tages hält ein VW-Bus vor dem Haus des Ehepaares. Die Fahrerin ist Marijo, eine rund 40-jährige lesbische Installateurin. Marijo bittet Loli, in ihrem Haus telefonieren zu dürfen, womit sich Loli einverstanden erklärt. Im Gegenzug bittet Loli um die Reparatur eines Wasserschadens. Zwischen den beiden Frauen entwickelt sich eine Affäre, wovon Laurent erfährt. Laurent ist als Ehemann empört, aber dann berichtet sein Bekannter Antoine Loli von den heimlichen Affären Laurents. Dies scheint die Romance zwischen den beiden Frauen zu rechtfertigen. Marijo zieht in das Haus von Loli und Laurent ein.
Antoine schlägt Laurent vor, er solle seine Feindschaft gegenüber Marijo verbergen, und abwarten, bis die Affäre zwischen seiner Ehefrau und Marijo erlischt. Laurent ist einverstanden und im Hause entsteht eine idyllische Ménage à trois. Die Strategie von Laurent ist effektiv, insbesondere nachdem im Haus ein weiteres lesbisches Paar, alte Freundinnen von Marijo, zu Besuch kommen. Während Laurent sie willkommen heißt, wird Loli zunehmend nervös und eifersüchtig.
Marijo sieht, dass die Situation im Haus nicht länger harmoniert. Sie weiß, dass Laurent sie nicht im Haus haben möchte. Während Loli eines Tages nicht im Hause ist, macht Marijo einen Deal mit Laurent. Sie schlägt ihm vor, dass sie das Haus verlässt und die Beziehung zu Loli beendet, wenn er mit ihr schläft und sie von ihm schwanger wird. Seit Jahren schon wünscht sich Marijo ein Baby. Laurent ist einverstanden und schläft mit Marijo. Danach verlässt Marijo das Haus und reist nach Paris zurück. Laurent und Loli kehren in ihr altes Eheleben zurück, obgleich ihre Beziehung zueinander tief verändert ist.
Acht Monate später hört Loli, dass Marijo in Paris lebt und schwanger ist. Loli ist überrascht und schockiert. Sie überredet Laurent mit ihr nach Paris zu reisen und Marijo zu besuchen. Marijo ist zwischenzeitlich als DJ in einer Diskothek tätig, wo es zu einer Auseinandersetzung kommt. Letztendlich vertragen sich alle drei nach der Aussprache miteinander und Marijo kehrt nach Südfrankreich zurück, wo sie ihr Baby bekommt. Die Ménage á trois wird neu im Haushalt gelebt und die zwei Mütter tragen gemeinschaftlich Sorge für ihre Kinder.

## Hintergrund
Die Komödie wurde mit einem Budget von rund 7 Mio. € im südfranzösischen Avignon gedreht.

## Kritik
„Eine Dreieckskomödie, die die Konventionen des Genres bemüht und das Bild der lesbischen Frau lediglich als stereotypes Versatzstück einbaut. Die sexuelle Unordnung dient der platten Bestätigung der gesellschaftlichen Ordnung, die sich ansonsten in dummen Herrenwitzen erschöpft.“

## Auszeichnungen
- 1996: César in der Kategorie Bestes Drehbuch, sowie Nominierungen als Bester Film, Beste Regie, Bester Schauspieler für Alain Chabat und Bester Nebendarsteller für Ticky Holgado[4]
- 1996: Nominierung für einen Golden Globe Award als Bester fremdsprachiger Film[4]
- 1996: Prix Lumières für das Beste Drehbuch[4]